# 長崎市立小榊小学校
長崎市立小榊小学校（ながさきしりつ こさかきしょうがっこう、Nagasaki City Kosakaki Elementary School）は、長崎県長崎市みなと坂（みなとざか）にある公立小学校。

## 概要
歴史
創立は1884年（明治17年）。1955年（昭和30年）1月1日に長崎市立神ノ島小学校を統合。2001年（平成13年）4月1日には長崎市立立神小学校を統合し、2014年（平成26年）に創立130周年を迎える。
校名の由来
かつて存在した村名「小榊村」（現・長崎市小榊地区）に由来する。1898年（明治31年）に淵村から分立する際に、村を構成する小瀬戸郷（こせど）の「小」、木鉢郷（きばち）の「木」、神ノ島郷（かみのしま）の「神」の文字を組み合わせて「小榊」という村名となった。
教育目標
「心（こころ）やさしく助け合う子　さがし求めて学ぶ子　からだをきたえ明るい子　きまりを守りやり抜く子」
校歌
1957年（昭和32年）1月1日に制定。歌詞は3番まであり、各番とも校名の「小榊小」が登場する。
校区
長崎市立西泊中学校校区。

## 沿革
前史
旧・小榊小学校（木鉢小学校）
- 1884年（明治17年）9月1日 - 「西彼杵郡瓊浦学区淵小学校木鉢分校」が開校。
- 1886年（明治19年）10月 - 小学校令の施行により、「簡易木鉢小学校」（3年制）に改称。
- 1889年（明治22年）4月1日 - 町村制の施行により、淵村立の学校となる。
- 1898年（明治31年）10月 - 小榊村の（淵村からの）独立と同時に「小榊村立木鉢尋常小学校」に改称。
- 1902年（明治45年）- 校舎を新築し移転。
- 1913年（大正2年） - 「小榊第一尋常小学校」に改称。
- 1919年（大正8年）4月 - 高等科を併置し、「小榊尋常高等小学校」に改称。校舎を増築。
- 1938年（昭和13年）4月1日 - 小榊村が長崎市に編入されたことにより、長崎市立の学校となる。
- 1946年（昭和16年）4月1日 - 国民学校令の施行により、「小榊国民学校」に改称。
- 1947年（昭和22年）4月1日 - 学制改革（六・三制の実施）により「長崎市立小榊小学校」が発足。新制中学校長崎市立木鉢中学校が併設される。
- 1948年（昭和23年）8月 - 併設の長崎市立木鉢中学校が長崎市立西泊中学校に改称。
- 1949年（昭和24年）3月以降 - 西泊に中学校の新校舎が完成し、分校が廃止され、併設を解消。

旧・神ノ島小学校
- 1884年（明治17年）9月1日 - 「西彼杵郡瓊浦学区淵小学校神ノ島分校」が開校。
- 1898年（明治31年）10月 - 「木鉢尋常小学校神ノ島分教場」となる。
- 1913年（大正2年）- 「小榊第二尋常小学校」に改称。
- 1919年（大正8年）- 「小榊尋常小学校」に改称。
- 1922年（大正11年）- 小榊実業補習学校を併設。
- 1938年（昭和13年）4月1日 - 小榊村が長崎市に編入されたことにより、「神ノ島尋常小学校」に改称。
- 1946年（昭和16年）4月1日 - 国民学校令の施行により、「神ノ島国民学校」に改称。
- 1947年（昭和22年）
  - 4月1日 - 学制改革（六・三制の実施）により「長崎市立神ノ島小学校」が発足。
  - 7月 - 長崎市立木鉢中学校神ノ島分校が併設される。

- 1948年（昭和23年）8月 - 併設の長崎市立木鉢中学校が長崎市立西泊中学校に改称。
- 1949年（昭和24年）3月以降 - 西泊に中学校の新校舎が完成し、分校が廃止され、併設を解消。

統合
- 1955年（昭和30年）1月1日 - 長崎市立神ノ島小学校[7]を統合し、新「長崎市立小榊小学校」（現校名）が発足。児童数805名（19学級）
- 1957年（昭和32年）1月1日 - 校歌を制定。
- 1961年（昭和36年）10月 - 校旗を制定。
- 1965年（昭和40年）9月 - 教材池が完成。
- 1970年（昭和45年）4月 - 体育館が完成。
- 1975年（昭和50年）6月 - プールが完成。
- 1984年（昭和59年）3月 - 創立100周年および合併30周年を記念し、木鉢尋常小学校と神ノ島尋常小学校の門柱を移設。
- 2001年（平成13年）
  - 3月 - 運動場を改修。
  - 4月1日 - 長崎市立立神小学校を統合。立神小学校の門柱を移設。
- 2010年（平成22年）- 体育館の耐震補強工事を完了。
- 2016年（平成28年)   -2学期より校舎の老朽化と生徒数の増加によりみなと坂に移転。

## アクセス
最寄りのバス停
- 長崎自動車（長崎バス）「公園通り」バス停

## 周辺
- 小榊合同庁舎（長崎市役所小榊支所）
- 長崎小榊郵便局
- 小瀬戸町ふれあいセンター
- 長崎湾
- 天神天満宮
- ANA長崎コールセンター
- 長崎バス神の島営業所